# جاهلية (الشوف)
الجاهلية قرية لبنانية من قرى قضاء الشوف في محافظة جبل لبنان.

## الموقع والخصائص
تقع الجاهلية في قضاء الشوف على متوسط ارتفاع 400م، عن سطح البحر، وعلى مسافة 38 كلم عن بيروت. مساحة أراضيها 350 هكتاراً، زراعاتها خضار وفاكهة متنوعة. عدد أهالي الجاهلية المسجلين قرابة 3,000 نسمة من أصلهم نحو 800 ناخب، معظمهم من الموحدون الدروز.

## الاسم والآثار
يقال أن أرض الجاهلية كانت وعرة تكثر فيها الذئاب، وقد قصدها أحد الرعاة وقتل في أنحائها عدداً من الذئاب، فلقّب بأبي ذياب وبنى فيها بيتاً ثمّ تزوّج وأنجب، وقد حمل أولاده كنوة «أبو ذياب»، وهذه العائلة لا تزال إلى يومنا تقطن في الجاهلية التي أطلق عليها الراعي هذا الاسم لأنّها كانت قبله غير معروفة أي «مجهولة».
تم اكتشاف آثار قديمة(مطحنة، مغاور، و جسر(  في نطاق أراضيها التي يكثر فيها الشجر البرّي من سنديان وعفص وبعض الصنوبر.